# Турки в Лихтенштейне
Турки в Лихтенштейне (нем. Türken in Liechtenstein, тур. Lihtenştayn Türkleri ), или лихтенштейнские турки — группа турок, проживающая на территории Княжества Лихтенштейн. Являются пятой по величине группой иностранцев в Лихтенштейне, после швейцарцев, австрийцев, итальянцев и немцев. По вероисповеданию — мусульмане-сунниты. Говорят на турецком и немецком языках.

## Расселение
В 2007 году в Лихтенштейне проживали 894 турецких гражданина (это не относится к туркам с лихтенштейнским гражданством), что составляло 3% от общей численности населения страны, 296 турецких граждан имели работу в Лихтенштейне. В основном они живут в Вадуце, Шане и Тризене, исповедуют ислам.
Помимо турок, переехавших из других стран, есть и жители, родившиеся в Лихтенштейне, но имеющие турецкие корни (т.е. предков в Турции, на Кипре, или в общинах турецкой диаспоры).

## Известные турки в Лихтенштейне
- Бичер, Дженгиз — футболист.